# 록시 샤히디
록시 샤히디(Roxy Shahidi, 1983년 3월 12일 ~ )는 잉글랜드의 배우이다.